# Третій сніг
«Третій сніг» — повість-казка українського письменника Івана Андрусяка, опублікована в 2014 році видавництвом «Фонтан казок» (Київ).
Книжку проілюструвала художниця Ольга Кузнецова.
Також у рамках волонтерської ініціативи «Аудіокниги для людей із вадами зору» повість Івана Андрусяка «Третій сніг» у 2014 році вийшла в аудіоформаті. Її начитала журналістка Українського радіо Галина Бабій. Весь наклад аудіокниги безкоштовно переданий спеціалізованим бібліотекам та закладам для дітей із вадами зору.
Уперше в журнальній версії повість-казка була опублікована в журналі «Барвінок» у числах 6-11 за 2013 рік.
У 2014 році на Форумі видавців у Львові книжка удостоєна персональної відзнаки Президента Форуму Олександри Коваль.
Повість увійшла в довгий список Дитячої Книжки року ВВС.
2018 року у видавництві «Фонтан казок» вийшло нове видання книжки — з тими-таки ілюстраціями Ольги Кузнецової, однак у новому форматі.
2019 року Іван Андрусяк удостоєний Премії імені Лесі Українки за книжки «Зайчикова книжечка» і «Третій сніг».

## Анотація до книжки
Ця книжка — нова казка про лісову школу (навіть не одну) і її кмітливих, пустотливих і до всього цікавих учнів. А водночас ця книжка — хвацько «закручений» дитячий детектив зі справжнім злочином (навіть не одним) і справжнім розслідуванням, яке веде неймовірно розумний і хижий учитель. Але й цього мало — бо «Третій сніг» також про те, як реагують сучасні діти на гострі, актуальні, болісні проблеми в житті нинішньої України…
Насправді ж це історія про добро і зло, співчуття і жорстокість, радість і горе, сміх і сльози — себто про все те найважливішу, що в житті завжди поруч і про що неодмінно треба говорити з дитиною. Але не просто говорити, а відповідально, доступно, з добром і любов'ю — так, як уміє це робити один із найулюбленіших письменників сучасної української дітвори Іван Андрусяк.

## Відгуки критики
Ольга Купріян, інтернет-видання «БараБука»:
|  | Мова й місце народження, за Андрусяком, грають у процесах самовизначення ключову роль. Уявімо, що ліс – це величезна країна, де співіснують різні етноси. Великі й малі хижаки, травоїдні, птахи, гризуни та інші. Попри те, що звірята розмовляють різними мовами й мають різні звички, живуть вони в одному лісі й учаться жити так, щоб кожному було місце (хоч інколи комусь і доводиться «бути вовком», тобто їсти іншого, бо така його природа). «Найсвідоміший» персонаж казкової повісті – вчений їжак Петро (на розкішних ілюстраціях Ольги Кузнецової герой нагадує автора повісті). Це він найбільше з усіх переймається соціокультурними проблемами лісових мешканців – тим, як назвати їхню країну, а згодом – як дати освіту тим, хто не може читати традиційним способом. Окрім того, їжак мудрий, спостережливий і спраглий знань, а ще – хоробрий, хоча фізично куди слабший за багатьох у лісі. А ще він справжній патріот. Своєю чергою, сімейство ведмедів-бандитів розмовляє суржиком і називає себе зросійщеними іменами. І тільки смертельна небезпека змушує їх переосмислити поведінку й виправитися. У «Третьому снігу» це проявляється в тому, що звірі перестають калічити мову й повертаються до своїх справжніх, українських імен. |

Дмитро Дроздовський, «Друг читача»:
|  | Казка І. Андрусяка сучасна, цікава, в ній багато повчальних ситуацій, показаних не прямо, а алегорично. Ця книжка не змушує маленького читача чинити так, а не інакше, а лише підштовхує зробити власний вибір, подивитися на ситуації з різних боків. Крім того, це доволі патріотична казка, яка делікатно показує, чому важливо зберігати власні мовні багатства й уникати одноманітності. І не потрібно боятися бути не таким, як більшість. |

Наталка Малетич, «Збруч»:
|  | Як завжди, Андрусяк закладає в казку і дорослий підтекст для батьків, які читатимуть її з дітьми: напевно, не в одного родина нахабних ведмедів, які «пресують» головного героя казки їжака Петра викличе відповідні асоціації. Їжак – дуже симпатичний центральний персонаж, такий собі філософ, який задумується над усім на світі, а найбільше – над красою рідної мови, і просто таки «смакує» слова. |